# Relacions entre Moçambic i Kenya
Les relacions entre Kenya i Moçambic es refereix a la les relacions actuals i històriques entre Kenya i Moçambic.

## Cooperació
A l'octubre de 2014 els ministres de transport de tots dos països van signar acords per permetre que les companyies aèries privades amb la propietat local volessin entre els dos països. Això tenia com a objectiu reduir els costos dels passatges aeris entre els dos països i, per tant, incrementar el comerç.
El secretari de Transport de Kenya estava interessat en l'aplicació de l'acord de cel obert africà. Abans de l'acord només Kenya Airways i Linhas Aéreas de Moçambique es podien permetre fer la ruta.

## Missions diplomàtiques
Moçambic manté un Alt Comissionat en Nairobi. La missió de Kenya a Zimbabwe està acreditada a Moçambic.